# Холмичи
Хо́лмичи (бел. Холмічы) — деревня в Брестском районе Брестской области Белоруссии. Входит в состав Чернавчицкого сельсовета.

## География
Деревня расположена на левом берегу реки Лесная, в 12 км к северо-западу по автодорогам от центра сельсовета и в 26,5 км по автодорогам к северу от центра Бреста. Имеется автобусное сообщение с Брестом.

## История
В XIX веке деревня называлась Коростычи и была в составе имения Демьянчицы Брестского уезда Гродненской губернии. По переписи 1897 года — деревня Турнянской волости: 51 двор, школа грамоты и хлебозапасный магазин.
После Рижского мирного договора 1921 года — в составе Турнянской гмины Брестского повята Полесского воеводства Польши. С 1939 года — в составе БССР.